# Leomid Colesnic
Leomid Colesnic (ur. 1999) – mołdawski zapaśnik walczący w stylu wolnym. Zajął czternaste miejsce na mistrzostwach świata w 2024. 
Piąty na mistrzostwach Europy w 2025. Dziewiętnasty w indywidualnym Pucharze Świata w 2020 roku.